# Алаїд (вулкан)
Ала́їд — діючий вулкан на острові Атласова в Охотському морі, найвищий на Великій Курильській гряді. Висота до 2 339 м.
Підводна частина утворена основами двох вулканів — власне Алаїда і старішим підводним конусом; сучасний конус насаджений на стародавній.
Стратовулкан складений андезито-базальтовими лавами. Біля підніжжя близько 30 побічних конусів. 
Виверження були в 1933—1934 роках (з утворенням бокового конуса Такетомі), в 1972 році.
На схилах зарослі чагарникової вільхи, високі трави.